# Synodus poeyi
Espèce
Statut de conservation UICN

 LC 29 janvier 2013 : Préoccupation mineure
Synodus poeyi est une espèce de poissons de la famille des Synodontidae.

## Systématique
L'espèce Synodus poeyi a été décrite pour la première fois en 1887 par David Starr Jordan.

## Distribution
Cette espèce se croise dans l'océan Atlantique ouest, plus particulièrement au large des côtes des Caraïbes, des États-Unis et du Brésil à des profondeurs variant entre 27 et 320 m.

## Description
Synodus poeyi peut mesurer jusqu'à 25 cm.

## Étymologie
Son épithète spécifique, poeyi, est un hommage à Felipe Poey, qui avait capturé les premiers spécimens de l'espèce en 1875, mais les avait considérés comme appartenant à l'espèce Synodus intermedius.

## Comportement

### Parasites
Synodus poeyi est l'hôte de différents endoparasites digènes du genre Lecithochirium comme Lecithochirium mecosaccum et Lecithochirium floridense.

## Écologie et environnement
Synodus poeyi vit dans la zone benthique de l'océan Atlantique, où l'espèce chasse en enfouissant son corps dans les sédiments, et en jaillissant pour saisir les proies qui passent à proximité.
L'espèce se croise exclusivement au large, et est absente de la zone côtière.

## Publication originale
- (en) Jordan, David Starr, « Notes on typical specimens of fishes described by Cuvier and Valenciennes and preserved in the Musée d'Histoire Naturelle in Paris », Proceedings of the United States National Museum, United States National Museum, no 9,‎ 1887, p. 529-546 (lire en ligne, consulté le 26 avril 2023).